# James Bond Jr.
James Bond Jr. é um personagem fictício descrito como um sobrinho de James Bond, personagem de Ian Fleming. James Bond Jr. um desenho animado americano de 1991, que chegara a ser exibido na TV Globo, e que narra as aventuras do sobrinho (ou seria filho) de James Bond. Há nas aventuras dele vários vilões do filmes de Bond como Goldfinger e Oddjob (de 007 contra Goldfinger), Dr. No (007 Contra o Satânico Dr. No [BR]/ Agente Secreto 007 [PT]), Nick Nack (007 contra o Homem com a Pistola de Ouro [BR]/ 007 - O Homem da Pistola Dourada [PT]) e Jaws (007 contra o Foguete da Morte/ 007 - Aventura no Espaço [PT] e 007 - O Espião que me Amava [BR]/ 007 - O Agente Irresistível [PT]).
O nome fora utilizado pela primeira vez em 1967 para um romance spin-off intitulado The Adventures of James Bond Junior 003½ (As Aventuras de James Bond Júnior 003½), escrito por um ator que usara o pseudônimo R. D. Mascott . A ideia de James Bond possuir um sobrinho foi usada novamente em 1991, numa série animada americana para a televisão, em que o personagem-título derrota ameaças para garantir a segurança do mundo livre. A série foi suavemente bem-sucedida, gerando uma série romantização de seis volumes por John Peel (escrita como John Vincent), a emitir 12 séries de quadrinhos pela Marvel Comics, publicados em 1992, e videojogos para o NES e SNES.

Enquanto gira em torno do sobrinho de James Bond, há parentes sobreviventes mencionados em livros de Fleming, como, por exemplo, a ex-estrela de cinema japonesa Kissy Suzuki concebe uma criança, embora sem saber, no romance You Only Live Twice. A utilização de "Jr." em nome do personagem é incomum em que esta convenção de nomenclatura é geralmente reservada para os filhos, ao contrário de sobrinhos e outros filhos indireta. Em alternativa, foi proposto [por quem?] que James Bond possuía um irmão, com o nome homônimo, que é o pai de James Bond Jr.